# 丽泽短期大学
丽泽短期大学（日语：／ Reitaku Tanki Daigaku *）是一所位于日本千叶县柏市的私立短期大学，现已停办。

## 概要

### 简介
- 学校最早可以追溯到1935年[1]。短期大学为于1950年开办[1]、由学校法人广池学园经营。招生到1958年、停办于1960年[2]。

### 历史
- 1950年 丽泽短期大学成立并同时设置英语科[3]。
- 1954年 英语专攻成立于专科[3]。
- 1958年 招生最后、次年停止招生（正式停办于1960年5月13日[2]）。

## 学校环境
- 校区所在地：千叶县柏市[注 1]

## 组织

### 学科
- 英语科

### 专科
| - 英语专攻 |

### 业余课程
| - 无 |

## 知名校友
- 田中邦卫：日本影视演员
- 莊岳：日本台湾影视演员

## 相关链接
- 日本短期大学列表